# Karol Bobko
Karol Joseph Bobko (New York, 23 december 1937 – Half Moon Bay (Californië), 17 augustus 2023) was een Amerikaans ruimtevaarder. Bobko zijn eerste ruimtevlucht was STS-6 met de spaceshuttle Challenger en vond plaats op 4 april 1983. Tijdens de missie werd de Tracking and Data Relay satelliet (TDRS-A) in positie gebracht.
In totaal heeft Bobko drie ruimtevluchten op zijn naam staan. In 1988 verliet hij NASA en ging hij als astronaut met pensioen.
Bobko overleed 85-jarige leeftijd.